# Морнарички истражитељи (4. сезона)
Четврта сезона амерички полицијо-процедуралне драме Морнарички истражитељи је емитована од 19. септембра 2006. до 22. маја 2007. године на каналу ЦБС. Посебни агент Лерој Џетро Гибс напустио је МЗИС на крају треће сезоне пошто је терористички напад био успешан јер његови претпостављени нису обратили пажњу на његова упозорења на време. Екипу сада води Ентони Динозо на кратко време до Гибсовог евентуалног повратка. Нови ликови уведени у овој сезони су Мишел Ли која је накратко била у Динозовој екипи после чега је пребачена у правну службу по Гибсовом повратку и (већ у последњим епизодама треће сезоне) Гибсов бивши шеф и ментор Мајк Френкс. Оба лика су епизодна. Такође, иако касније у сезони, потпуковница војног ОИЗ-а Холис Ман је уведена као још једна симпатија за Гибса.
У децембру 2006. Бил Кевени из часописа САД Данас је објавио да је „ЦБС-ова истражитељска драма Морнарички истражитељи први пут на врху Нилсеновог списка гледаности са 17,4 милиона. ЦБС је била број 1 по броју гледалаца и младих одраслих (од 18 до 49 година) недељно од 11. до 17. децембра“.
ТВ водич је 5. маја 2007. известио да ће творац и директор серије Доналд Белисарио одступити и напустити серију због неслагања са главним глумцем серије Марком Хармоном. Због Белисариовог „хаотичног стила управљања“, Хармон је запретио да ће напустити серију. Извршни ко-продуцент Честер Флојд Џонсон и главни сценариста Шејн Бренан заменили су Белисариа као директора серије.

## Опис
Главна постава се у овој сезони није мењала.

## Улоге

### Главне
- Марк Хармон као Лерој Џетро Гибс
- Мајкл Ведерли као Ентони Динозо мл.
- Коте де Пабло као Зива Давид
- Поли Перет као Ебигејл Шуто
- Шон Мареј као Тимоти Мекги
- Лорен Холи као Џенифер Шепард
- Дејвид Мекалум као др Доналд Малард

### Епизодне
- Брајан Дицен као Џејмс Палмер (Епизоде 1-2, 5-6, 8, 10-11, 15-17, 22, 24)

## Епизоде
| Бр. у серији | Бр. у сезони | Назив                   | Редитељ          | Сценариста                                                                          | Пpемијерно емитовање | Пpод. код | Бр. гледалаца (у милионима) |
| --- | ------------ | ----------------------- | ---------------- | ----------------------------------------------------------------------------------- | -------------------- | --------- | --------------------------- |
| 71 | 1            | "Шалом"                 | Вилијам Веб      | Синопсис: Џон Ч. Кели Сценарио: Доналд П. Белисарио и Џон Ч. Кели                   | 19. септембар 2006.  | 401       | 13.80                       |
| Након што је видела како агент Мосада извршава атентат који није одобрио Мосад, Зиву сумњичи ФБИ да је дупли агент. Сада кад је бегунац и у бекству, Зива је принуђена да тражи помоћ од Гибса, који је у Мексику након што се пензионисао из МЗИС-а. Тони открива да су му технике вођења на провери до граница док он и екипа рзикују своје каријере одлучни да докажу Зивину невиност пре него што је ФБИ ухапси. |              |                         |                  |                                                                                     |                      |           |                             |
| 72 | 2            | "Одбегли"               | Денис Смит       | Синопсис: Стивен Д. Бајндер Сценарио: Кристофер Силбер и Стивен Д. Бајндер          | 26. септембар 2006.  | 402       | 14.12                       |
| Бивши подофицир, осуђен за убиство, бежи из затвора и принуђава специјалног агента ФБИ-ја Тобијаса Форнела да поново отвори његов случај и нађе правог кривца док тврди да је невин. Форнел моли Гибса, који је радио на случају раније и кога је вратила да ради као агент МЗИС-а директорка Шепард, за помоћ кад је његовој ћерки прећено. На разочарање своје бивше екипе, Гибс наваљује да је враћање само привремено. Екипа ускоро проналази недоследности у подофицировом случају и да му је можда смештено. |              |                         |                  |                                                                                     |                      |           |                             |
| 73 | 3            | "Издвојена"             | Теренс О’Хара    | Дејвид Џ. Норт                                                                      | 3. октобар 2006.     | 403       | 15.89                       |
| Гибс се враћа у МЗИС и води своју екипу у истрази отмице војне поручнице, која је рачунарски специјалиста. Откривају да је поручница користила своје војне вештине да профилише потенцијалне мужеве и да је одлазила на вечери брзих састанака. Кад су сазнали да ће отмичар можда доћи на вечери да би избегао сумњу, Зива иде на тајни задатак на брзе састанке да би га препознала. Као додатак, Тонију је понуђено унапређење - и његова екипа - као награда за његово вођство док је Гибс био у пензији, али он одбија и остаје у Гибсовој екипи. |              |                         |                  |                                                                                     |                      |           |                             |
| 74 | 4            | "Лажирање"              | Томас Џ. Рајт    | Шејн Бренан                                                                         | 10. октобар 2006.    | 404       | 15.86                       |
| Неколико минута након што су саобраћајци привели човека са пиштољем из ког је недавно пуцано, кола ударају позади у њихова са мртвим подофициром на возачевом седишту и са написаним "МЗИС" његовом крвљи на седишту, што води екипу да мисли да је ухапшени убио подофицира. Тони и Гибс сазнају да је подофицир улествовао у тајној операцији коју је водио Гибсов бивши ментор Мајк Френкс који их обавештава да је њихов осумњичени руски терориста умешан у продају незаконитог оружја чеченским побуњеницима и другим екстремистичким тероситичким скуповима, али случај се хлади кад ЦИА преузме и кад досијеи "нестану" из МЗИС-овог складишта. Ситуација се додатно мења кад Државна безбедност тврди да осумњичени изгледа ради за МЗИС. |              |                         |                  |                                                                                     |                      |           |                             |
| 75 | 5            | "Мртав и откопан"       | Колин Бакси      | Нел Сковел                                                                          | 17. октобар 2006.    | 405       | 15.92                       |
| Када је несталог каплара пронашао мртвог у викендици агент за некретнине који ју је показивао муштеријама, екипа МЗИС-а открива да је он био закопан у башти и онда откопан. Такође сазнају његов идентитет и да је требало да оде у Ирак, али никад се није јавио на дужност. Истрагом долазе до новог трага - да је имао две веренице које не желе да прихвате да су се вериле са истим човеком. Еби проверава ДНК обе жене и открива да се поклапа са земљом која је нађена на покојниковом телу и касније открива да екипа можда тражи трећу жену која је можда спавала са жртвом. |              |                         |                  |                                                                                     |                      |           |                             |
| 76 | 6            | "Лов на вештице"        | Џејмс Витмор мл. | Стивен Крозир                                                                       | 31. октобар 2006.    | 407       | 15.94                       |
| Ноћ вештица је, а екипа МЗИС-а истражује насумични случај у ком је ћерка војника отета након што су отмичари провалили у његову кућу. Истрага их одводи до чињенице да је пар био разведен. Екипа одлучује да се усресреди на дечка бивше жене кад су открили да је жена она због које је пропао брак. У међувремену, Тони и Макги су изненађени Ебиним костимом за Ноћ вештица. |              |                         |                  |                                                                                     |                      |           |                             |
| 77 | 7            | "Пешчаник"              | Денис Смит       | Роберт Палм                                                                         | 7. новембар 2006.    | 406       | 15.44                       |
| Када је војни пуковник погинуо у експлозији на војном течају из голфа, екипа МЗИС-а мора да истражи могући терористички напад уз помоћ Војног одељења за истрагу злочина (ВОИЗ-а). ЦИА им даје траг о напуштеном складишту. Ипак, ствари добијају злокобни преокрет кад МЗИС-овци и ВОИЗ-овци уђу и открију да је то у ствари замка - складиште је минирано бомбом која ће да експлодира сваки час. Зива неслуша Гибсова наређења и успешно деактивира бомбу, сачуваћи доказе за оба скупа да користе, али добија кратак укор од Гибса што је то урадила. У међувремену, Макги користи своје рачунарске технике да упадне у владине досијее да открије терористичку ћелију док Тони креће на свој лични задатак да спречи пуковниковог сина да одустане од школе и да оде у војску да освети очеву смрт.                                                                                              |              |                         |                  |                                                                                     |                      |           |                             |
| 78 | 8            | "Некадашњи херој"       | Томас Џ. Рајт    | Шејн Бренан                                                                         | 14. новембар 2006.   | 408       | 15.80                       |
| Одликовани војни ветеран пада на под хотела током скуп директора (на ком је била и Џени Шепард) и док су Тони и Зива били у обезбеђењу, па екипа МЗИС-а мора да открије шта му се десило. Ускоро откривају да се војник није убио и да је био бескућник, након што је изгубио све после рањавања у Ираку. Док су прегледали жртвине личне ствари, екипа ускоро проналази оптужујуће доказе против њега, али Гибс је одлучан да докаже човекову невиност по сваку цену. |              |                         |                  |                                                                                     |                      |           |                             |
| 79 | 9            | "Уврнута сестра"        | Теренс О’Хара    | Стивен Д. Бајндер                                                                   | 21. новембар 2006.   | 409       | 17.00                       |
| Кад се Макгијева сестра Сара појави дезоријентисана у прекривена крвљу на вратима његовог стана усред ноћи и тврди да је убила некога, Мекги узима ствари у своје руке и започиње своју истрагу. Сара тврди да је невина, али се не сећа претходних неколико сати и одбија да иде са Мекгијем у МЗИС. Док Мекги ради на томе да открије шта се десило његовој сестри, екипа МЗИС-а истражује случај морнара који је некако повезан са Мекгијевом сестром. И Тони и Еби су заузети љубавним проблемима, док Мекги има још једну тајну. |              |                         |                  |                                                                                     |                      |           |                             |
| 80 | 10           | "Димљени"               | Денис Смит       | Џон Ч. Кели и Роберт Палм                                                           | 28. новембар 2006.   | 410       | 17.96                       |
| Мртвац у димњаку војне базе води екипу до открића отпада за тела серијског убице. Верују да је мртвац серијски убица док Еби није пронашла нешто што указује да је он у ствари жртва док је цела екипа потресена кад је прави убица откривен. У међувремену, Тони помаже директорки око посебног пројекта и проналази време за совју девојку док Даки прича Гибсу како се осећао издано кад је Гибс отишао и након разговора њих двојица се мире, а Мекги се суочава са екипином реакцијом на њихове ликове у његовој књизи "Велика шесторка". |              |                         |                  |                                                                                     |                      |           |                             |
| 81 | 11           | "Возило"                | Денис Смит       | Синопсис: Ричард Ч. Артур, Нил Сковел и Џон Ч. Кели Сценарио: Ричард Ч. Артур       | 12. децембар 2006.   | 411       | 17.39                       |
| Екипа је принуђена да иде на предављње о сексуалном узнемиравању, али на њихово олакшање, али Гибс прима позив да је официрка пронађена мртва у поверљивом војном возилу на коме је радила за потенцијалног купца министарства одбране. Иако у почетку изгледа као убиство, кад Еби провери возило, замало је убија, али захваљујући Гибсу, спашена је сигурне смрти док је Макги остао да себе криви за то што се десило. Сазнају да је неко петљао са возилом да убије возача и да изгледа као самоубиство, али жена која је убијена није била права мета. Док Гибс испитује научнике који су радили на пројекту, возило "бежи" из гараже, а Еби и Макги морају да га спрече да побије још људи. У међувремену, Тони одлази у болницу да види своју девојку и наставља рад на посебном пројекту за директорку. Зива примећује да Тони добија позиве из болнице и почиње да брине за његово здравље. |              |                         |                  |                                                                                     |                      |           |                             |
| 82 | 12           | "Сумња"                 | Колин Бакси      | Шејн Бренан                                                                         | 16. јануар 2007.     | 412       | 15.95                       |
| Кад је војник убијен у хотелском апартману у малом градићу, МЗИС је позван да истражи. Ипак, ствари добијају оштро пикирање кад сазнају да је тамошње шерифово одељење већ обрадило место злочина и однело тело на обдукцију. Такође имају осумњиченог - Ирачанина који је тек дошао у град неколико месеци раније. Ал МЗИС касније прима доказе који указују да је можда активна терористичка ћелија можда ту у граду и да Ирачанин није у ствари онакав какав се веровало да је. |              |                         |                  |                                                                                     |                      |           |                             |
| 83 | 13           | "Шариф се враћа"        | Теренс О’Хара    | Стивен Д. Бајндер                                                                   | 23. јануар 2007.     | 413       | 14.83                       |
| Када је екипа открила да је несталих 10 килограма токсичног хемијског оружја сада у рукама Мамуна Шарифа, траженог терористе из епизоде "Пешчаник", мораће да нађу начин да га прпонађу и зауставе пре него што буде касно уз помоћ војне поручнице-командирке Холис Ман и сталних позива од Шарифа лично, који тврди да је заразио Гибса хемикалијом. |              |                         |                  |                                                                                     |                      |           |                             |
| 84 | 14           | "Повратни удар"         | Томас Џ. Рајт    | Синопсис: Кристофер Силбер, Дејвид Џ. Норт и Шејн Бренан Сценарио: Кристофер Силбер | 6. фебруар 2007.     | 414       | 16.16                       |
| Након хватања међународног препродавца оружја захваљујући Мосадској дојави, МЗИС сазнаје да ће војни високо поверљиви оружани састав бити продат "Жапцу", важном трговцу оружјем. Да би спречили да се пренос догоди, екипа шаље Дакија на тајни задатак. У међувремену, друга владина агенција изгледа ради на истом случају, али са другим плановима. Такође, Гибс је открио Динозов тајни задатак. |              |                         |                  |                                                                                     |                      |           |                             |
| 85 | 15           | "Пријатељи и љубавнини" | Денис Смит       | Џон Ч. Кели                                                                         | 13. фебруар 2007.    | 415       | 15.36                       |
| Док је човек момак просио своју девојку, пронашао је тело морнара. МЗИС ради са тамошњом полицијом која верује да је човек умро од случајног предозирања. Ипак, Еби проналази поруку написану крвљу на листићу пронађеном на месту злочина, а тим онда мисли да морнар није био жртва уопште. У међувремену, Џими наставља своју везу са агенткињом Мишел Ли, а Тони помаже својој девојци да око посесивног бившег дечка и градском полицајцу око његове бивше. |              |                         |                  |                                                                                     |                      |           |                             |
| 86 | 16           | "Ходајући мртвац"       | Колин Бакси      | Нел Сковел                                                                          | 20. фебруар 2007.    | 416       | 15.90                       |
| Војни поручник долази у МЗИС због тровања зрачењем и тражи да екипа истражжи његово убиство, терајући их да истраже ко је одговоран за његово тровање. Војни поручник је инспектор из Међународне атомске енергетске агенције, па екипа истражује ко је хтео да се побрине да он не дође у следећу инспекцију. Ипак, његове две колеге су једине знале где ће следећа инспекција бити. У међуврмену, Зива саосећа са поручником, у коме види одраз својих јаких веровања и развија осећања за њега. У следећој епизоди је откривено да је поручник умро. |              |                         |                  |                                                                                     |                      |           |                             |
| 87 | 17           | "Костури"               | Џејмс Витмор Мл. | Џеси Стерн                                                                          | 27. фебруар 2007.    | 417       | 16.16                       |
| Експлозија у маузолеју војног гробља открива костур. Док истражују, Даки открива костуре још тела. Екипа разговара са породицама и поукшава да нађе везу међу жртвама. У међувремену, Еби има личних проблема. |              |                         |                  |                                                                                     |                      |           |                             |
| 88 | 18           | "Ледени човек"          | Томас Џ. Рајт    | Шејн Бренан                                                                         | 20. март 2007.       | 418       | 15.69                       |
| Када је за човека који је лежао на Дакијевом обдукцијском столу испало да је жив, екипа мора да открије шта се десило са војником пре него што је доведен у мртвачницу. Откривају да је војник био на одсуству и да је искористио слободно време за тајни пут у Багдад. Случај се преокреће кад Мајк Френкс - Гибсов бивши шеф - појављује и открива да је млади војник у ствари његов давно изгубљени син. |              |                         |                  |                                                                                     |                      |           |                             |
| 89 | 19           | "Време почека"          | Џејмс Витмор Мл. | Џон Ч. Кели                                                                         | 3. април 2007.       | 419       | 13.79                       |
| Екипа МЗИС-а под вођством Поле Кесиди открива дојаву о терористичкој активности, али испада да је то замка чији су исход биле смрти два агента, а Кесидијева, утучена тугом, криви себе за то што се десило. Гибс и екипа су послати да истраже смрти, а Кесидијева им се придружује током истраге. Али екипа је потресена када је Даки открио да је човек који је био бомбаш самоубица био мртав бар дан пре него што је бомба експлодирала. |              |                         |                  |                                                                                     |                      |           |                             |
| 90 | 20           | "Ударна прича"          | Денис Смит       | Дејвид Џ. Норт                                                                      | 10. април 2007.      | 420       | 14.38                       |
| Током истраге убиства подофицира, Мекги је узнемирен када докази са места злочина одговарају опису из његове књиге која је полу-завршена. Једина особа која је имала приступ Мекгијевој књизи, сем Мекгија самог, је његов издавач. Убица обећава још два убиства, а када је друго тело нађено, Мекги је одлучан да открије кога убица хоће да убије следећег. |              |                         |                  |                                                                                     |                      |           |                             |
| 91 | 21           | "Браћа у војсци"        | Марта Мичел      | Стивен Д. Бајндер                                                                   | 24. април 2007.      | 421       | 14.17                       |
| Директорка Шепард се налази са доушником Тројем Вебстером који има податке о међународном трговцу оружјем "Жапцу", али Вебстер је убијен у току пуцњаве, због чега Гибс и екипа преузимају истрагу. Шепардова касније постаје уверена да је "Жабац", трговац оружјем којег је тражила, онај који је наредио убиство, али цела екипа сумња у њено расуђивање, верујући да тражи личну освету што је даље учвршћено тиме да је касније намамила екипу у замку, остављејући их без трагова о томе где се "Жабац" кретао чак и неколико дана након истраге. |              |                         |                  |                                                                                     |                      |           |                             |
| 92 | 22           | "У мраку"               | Томас Џ. Рајт    | Стивен Д. Бајндер                                                                   | 1. мај 2007.         | 422       | 13.83                       |
| Помоћница слепог фотографа примећује мртвог подофицира на једној од фофографија и зове МЗИС. Гибс и екипа узимају случај и користе фотографову помоћ да реконструишу место злочина помоћу његових појачаних чула слуха и додира да би сазнали ко је убио жртву. У међувремену, и Гибс и Тони имају љубавних проблема. |              |                         |                  |                                                                                     |                      |           |                             |
| 93 | 23           | "Тројански коњ"         | Теренс О’Хара    | Доналд П. Белисарио и Шејн Бренан                                                   | 8. мај 2007.         | 423       | 13.88                       |
| Човек је пронађен мртав у таксију који је ишао ка штабу МЗИС-а, али на његовом тело нема спољних повреда. Гибс одлучује да води истрагу о човековој смрти док ради као вд директор док је Џени у Паризу на Интерполовом скупу. Када екипа сазна да су људи чија су имена на покојниковом списку сви мртви, Гибс сумња да је списак мамац којим им је скренута пажња. Док је у Паризу, Џени добија дојаву о једном од "Жапчевих" сарадника која можда доведе до потресног открића. |              |                         |                  |                                                                                     |                      |           |                             |
| 94 | 24           | "Анђео Смрти"           | Денис Смит       | Доналд П. Белисарио                                                                 | 22. мај 2007.        | 424       | 14.14                       |
| Џени се враћа са свог пута у Европи и открива да је имала незваног госта у кући за кога сумња да је њен покојни отац. Сви агенти МЗИС-а су послати у Државну безбедност на детектор лажи, за шта Гибс открива да је то средила ЦИА. Гибс и Макги хакују ЦИА-у и откривају њихову везу са "Жабцем", а Џени тражи од Еби да провери ДНК госта. Ненаоружаног Тонија и Џин држи као таоце у болничкој мртвачници препродавац дроге који очајно хоће да извади своју пошиљку дроге из тела покојника. Епизода се завршава када Тони упознаје човека кога су он и Џени месецима тражили - Ренеа Беноу, познатијег као "Жабац", међународног трговца оружјем из Француске за кога је откривено да је Џинин отац. |              |                         |                  |                                                                                     |                      |           |                             |